# Njivice

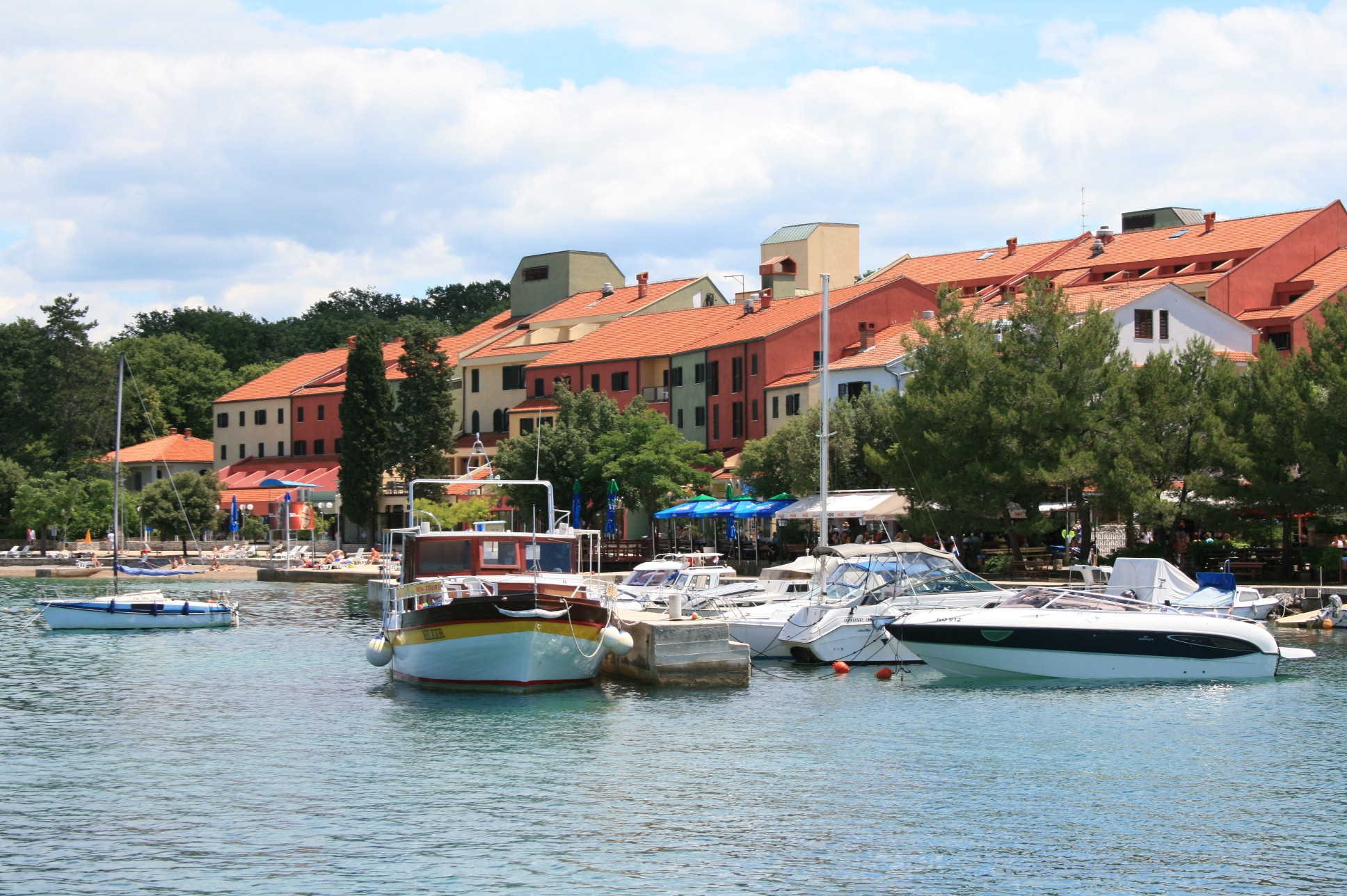
Hafen von Njivice

Njivice (deutsch Sniewitz, direkte Übersetzung Äckerchen) ist eine Ortschaft in Westkroatien auf der Insel Krk mit 1170 Einwohnern. Sie gehört zur Gemeindeverwaltung Omišalj, die ca. sechs Kilometer nördlich von Njivice an der Küste liegt.

## Lage und Umgebung
Der Ort Njivice liegt im Nordwesten der Insel Krk. Direkt an der Küste gelegen grenzt er im Westen an das Mittelmeer, zum Landesinneren hin schließt sich die Ortschaft an die umliegende Waldlandschaft an.
In der Nähe findet man Überreste der römischen Siedlung Fulfinium sowie eine Basilika aus dem fünften Jahrhundert.

## Geschichte und heutige Situation
Die erste urkundliche Erwähnung Njivices findet sich in einer Schenkungsurkunde des Fürsten Ivan Frankopan aus dem Jahre 1474.
Damals noch ein kleiner Fischerort, ist die Gemeinde heute vor allem für ihren Tourismus bekannt. Bereits ab 1930 begann man mit dem Ausbau zu einem Fremdenverkehrsort mit dem Bau des Hotel Luka (heute Jadran).
Zum Dorf selbst gehört seit den 1980er Jahren auch die Neubausiedlung Kijac.

## Verkehr
Direkt an der Gemeinde vorbei führt die Staatsstraße 102 (D102), die vom Norden der Insel bis in den Süden verläuft und die größeren Orte Krks wie Omišalj, Sveti Vid, Krk (Stadt), Punat und Baška verbindet.
Da Njivice im Norden der Insel liegt, ist die Brücke zum Festland und damit die Großstadt Rijeka nicht weit. Zu der Stadt gehört der internationale Flughafen Rijeka (RJK), der sich aber noch auf der Insel bei Omišalj befindet. Direkt in Rijeka befindet sich der Bahnhof.
Außerdem hat man auf dem Festland Anschluss an die Staatsstraßen 8 und 501, über die man einen großen Teil des Landes erreichen kann.